# Pinsà muntanyenc de Hodgson
El pinsà muntanyenc de Hodgson (Leucosticte nemoricola) és una espècie d'ocell de la família dels fringíl·lids (Fringillidae) que habita zones obertes al Massís de l'Altai, est del Kazakhstan, Kirguizstan, nord del Pakistan i de l'Índia, el Nepal, Bhutan, sud-est del Tibet i oest i centre de la Xina.